# Men Boxing
Men Boxing ist ein Kurzfilm von William K. L. Dickson aus dem Jahr 1891. Der Film wurde über die Edison Manufacturing Company produziert und veröffentlicht.

## Handlung
Zwei Männer bereiten sich auf einen Boxkampf vor.

## Hintergrundinformationen
Der Film entstand vermutlich zwischen Mai und Juni des Jahres 1891. Der Drehort war das Photographic Building der Edison Laboratories in West Orange.